# كوخينلاند
كوخينلاند هي مدينة وبلدية بمقاطعة شمال هولندا، هولندا.

## طوبوغرافيا
خريطة طوبوغرافية هولندية لبلدية كوخينلاند، يوليو 2015، (تقرأ بعد ثلاث نقرات على الخريطة).